# Krystyna Nesteruk
Krystyna Nesteruk-Baranowska (ur. 9 maja 1958 w Suwałkach) – polski samorządowiec, prezydent Katowic w latach 1989–1990.

## Życiorys
Krystyna Nesteruk pełniła w latach 1989–1990 funkcję prezydenta Katowic, na którą została powołana w wyniku konkursu. W latach 2002–2006 pełniła funkcję radnej Rady Miasta Katowice z ramienia koalicji SLD-UP, zasiadając w Komisjach: Gospodarki Komunalnej, Rozwoju oraz Skarbu. Zasiadała w radach nadzorczych: Fabryki Przewodów Energetycznych S.A. w Będzinie oraz Fundacji Pomoc Dzieciom Śląska.  Była przewodniczącą, a następnie likwidatorką (w 2013 roku) Zarządu Regionu Oddziału Terenowego Ligi Kobiet Polskich w Katowicach, a następnie stanęła na czele Stowarzyszenia „Kobiety Śląska” – kontynuatora działalności LKP.